# Ford Sierra
Ford Sierra – samochód osobowy klasy średniej produkowany pod amerykańską marką Ford w latach 1982 – 1994.

## Historia i opis modelu

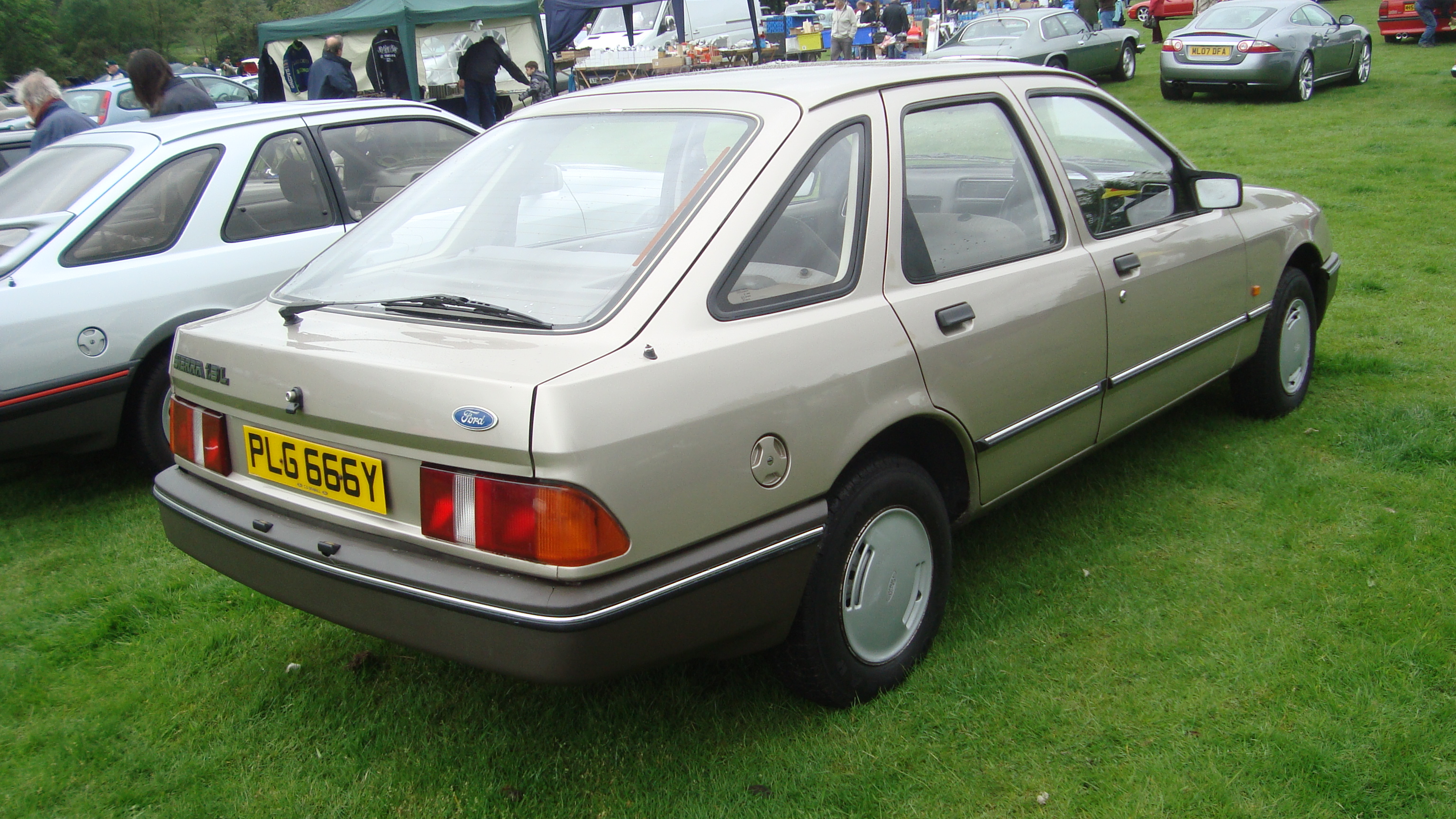
Ford Sierra - tył

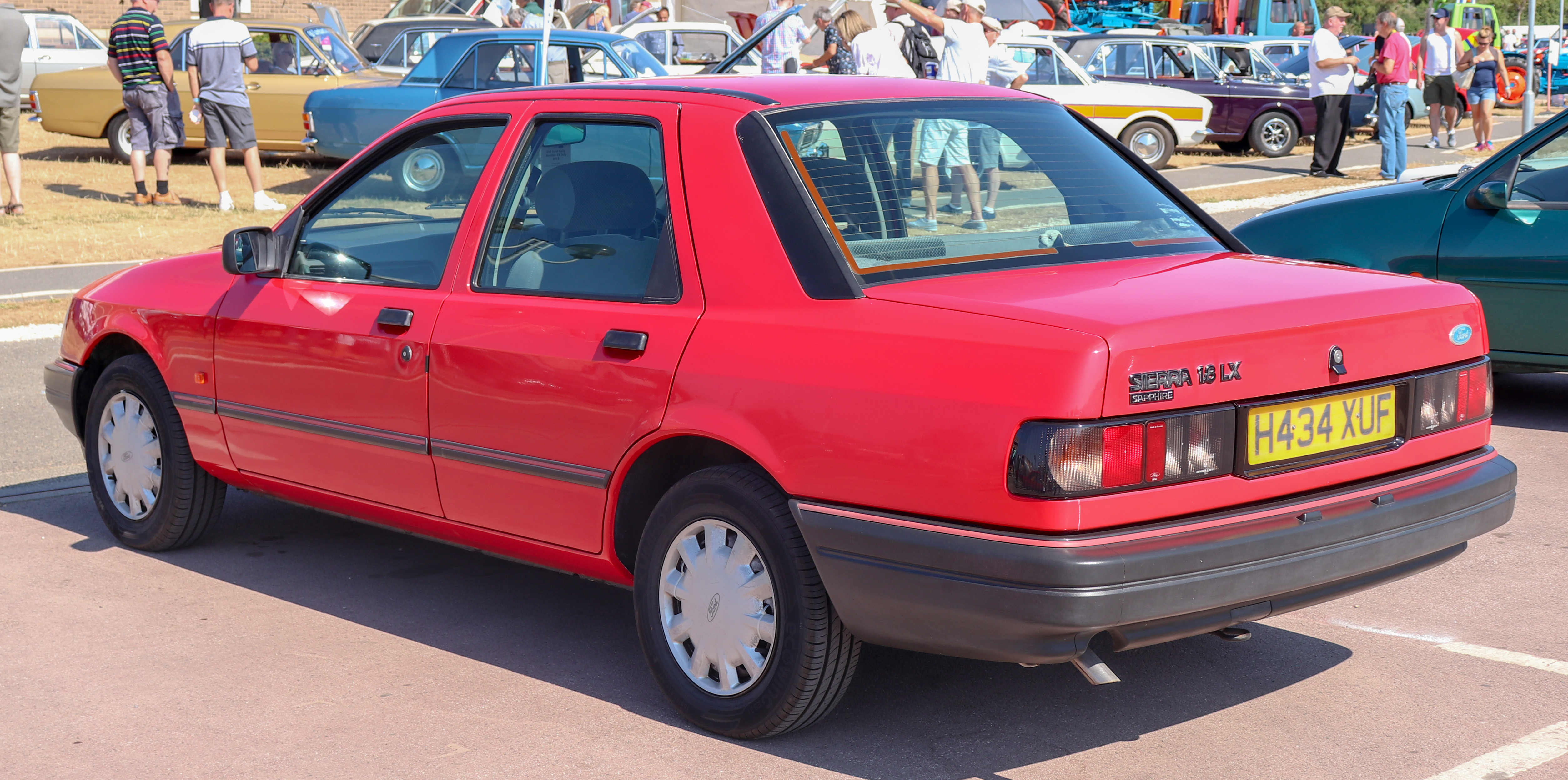
Ford Sierra Sedan

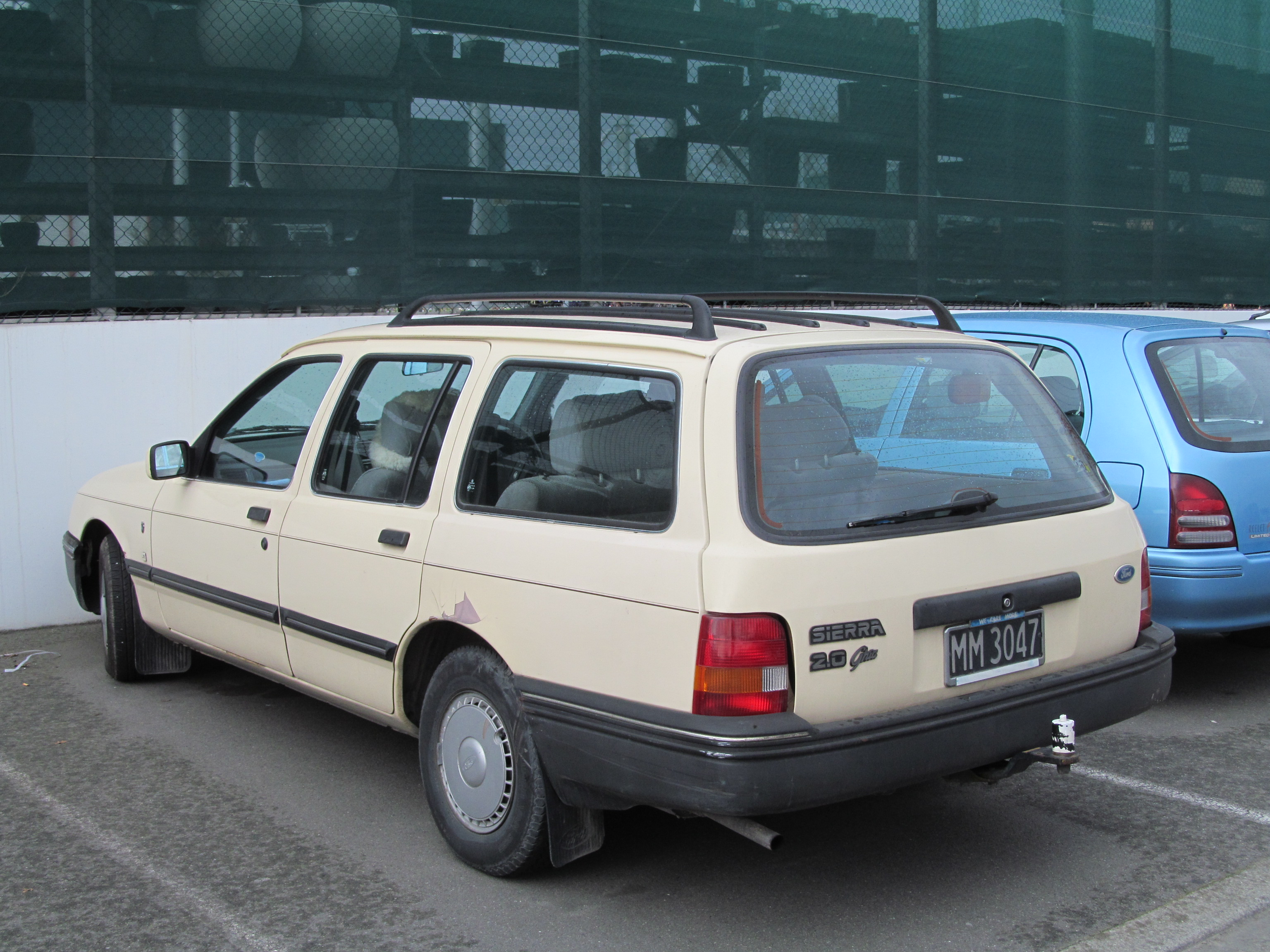
Ford Sierra Kombi

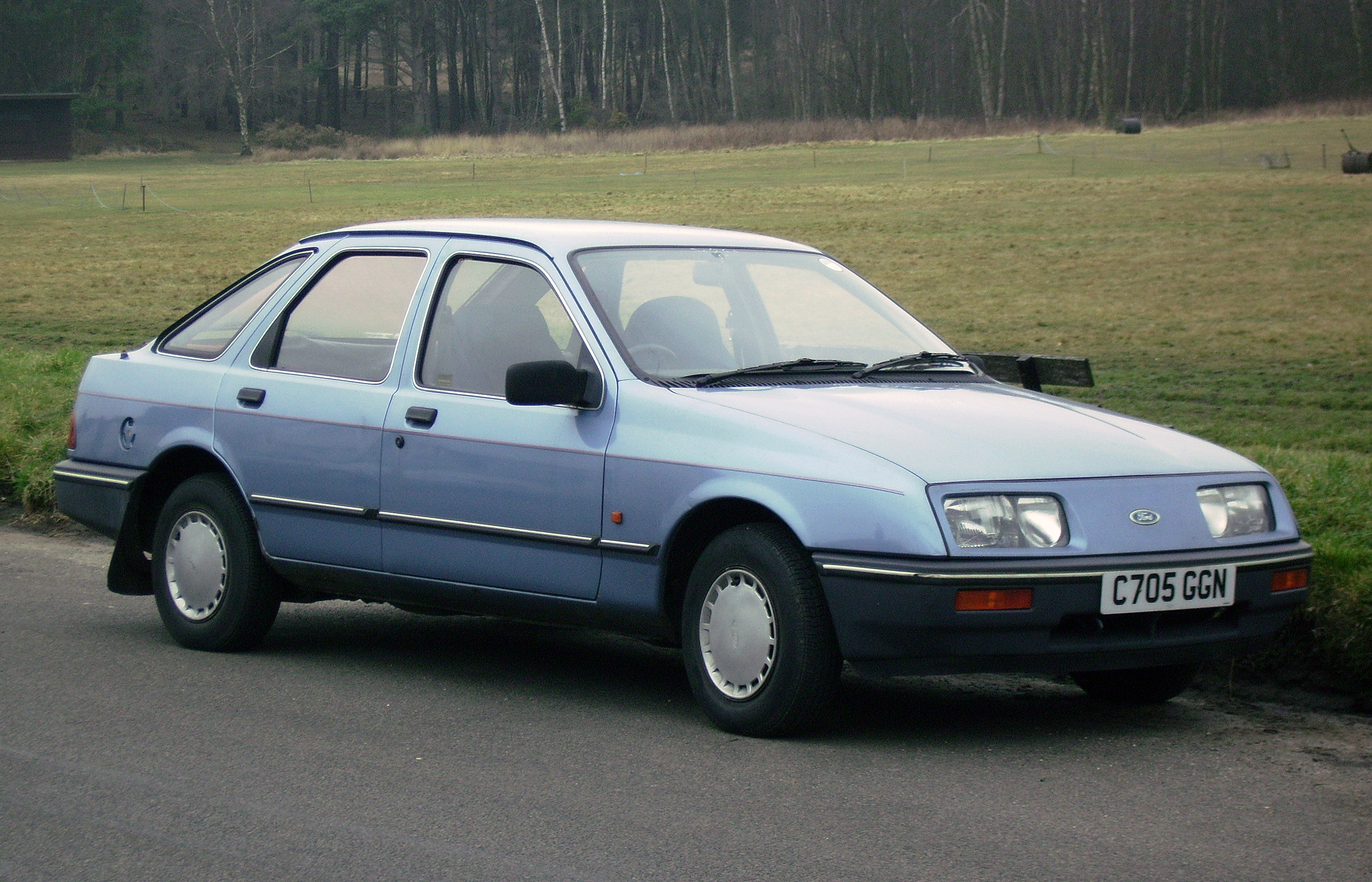
Ford Sierra po liftingu

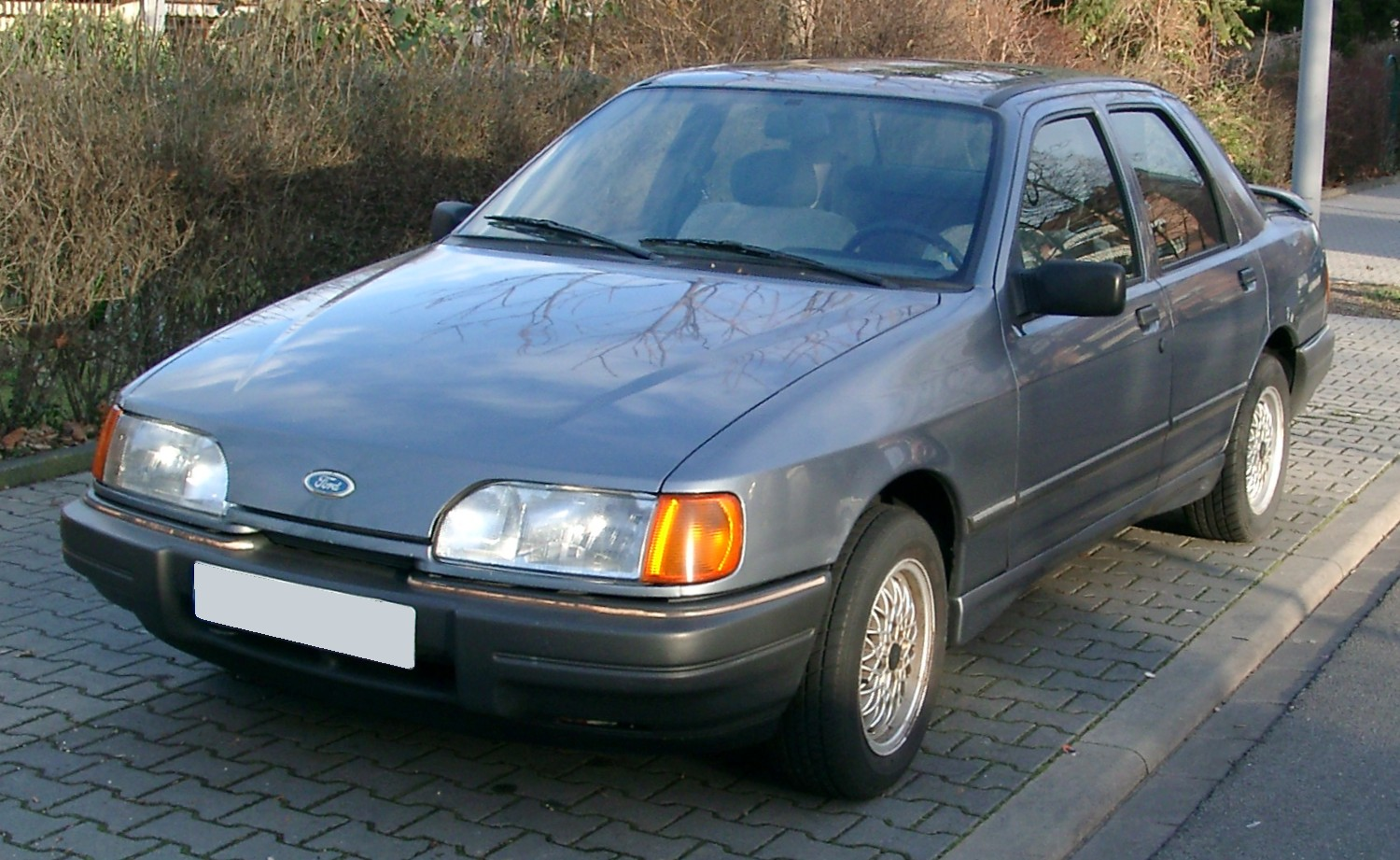
Ford Sierra po drugim liftingu

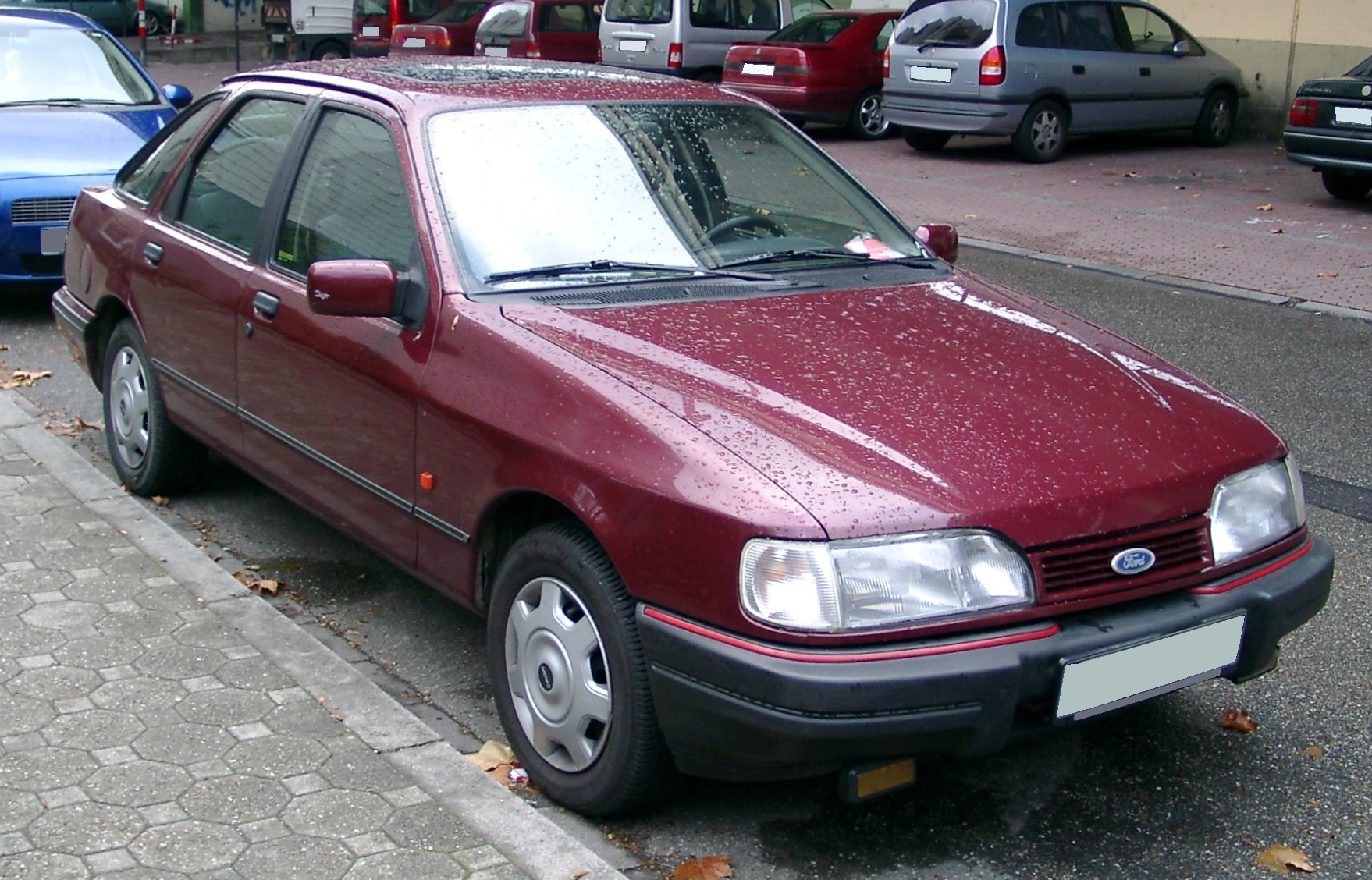
Ford Sierra po trzecim liftingu

Sierra trafiła na rynek jako następcą modelu Ford Taunus. Produkcja samochodu rozpoczęła się w czerwcu 1982. Już w czasie projektowania wzięto pod uwagę współczynnik oporu powietrza, dlatego karoseria była zaokrąglona i po premierze wyglądała bardzo nowocześnie na tle konkurencji. Zastosowano także klasyczny układ napędowy, aby jak najbardziej obniżyć przednią maskę.
Oficjalny debiut odbył się  22 września 1982 roku a pierwsze egzemplarze trafiły do sprzedaży 15 października tego samego roku. Szerokim echem odbiła się wystawa w National Museum of Art and Design w Victoria and Albert Museum w Anglii, podczas której zaprezentowano wiele modeli w skali 1/1 a także kompletny samochód, ukazując nowoczesne formy projektowania i sztuki użytkowej.
Od tego czasu model MK1 dwa razy przechodził zmiany. Sierry pierwszej generacji produkowano do grudnia 1986 roku. W rocznikach od '83 przewidziano możliwość zastosowania kilku różnych silników benzynowych, zarówno produkowanych wcześniej i specjalnie dostosowanych do nowego samochodu, jak też zupełnie nowych konstrukcji.
W plebiscycie na Europejski Samochód Roku 1983 model zajął 2. pozycję (za Audi 100 C3).

### Restylizacje
W nowszych modelach MK2 produkowanych od stycznia 1987 roku największe zmiany dotyczyły nadwozia. Objęły one głównie przód pojazdu (nowa maska, kierunkowskazy i reflektory), wprowadzono inne zderzaki i lampy tylne; zmodyfikowano też wystrój wnętrza natomiast zmiany mechaniczne były niewielkie. Wprowadzono także nowy typ nadwozia - sedan i utrzymano produkcję modeli liftback oraz kombi. Samochody te charakteryzowały się nowoczesnym nadwoziem o bardzo dobrych parametrach aerodynamicznych (współczynnik oporu aerodynamicznego Cx = 0,34).
W lutym 1990 roku nastąpił drugi facelifting. Zmieniono wygląd przodu pojazdu, "skrócono" pokrywę silnika (podobnie jak w wersji Cosworth od 1988 r.) znajdując miejsce dla grilla, zmieniono kierunkowskazy przednie na białe, tylne lampy na przyciemnione (sedan i liftback) oraz zmieniono dolną część deski rozdzielczej wraz z osłoną tunelu środkowego. Wprowadzono także silnik 1.8 TD.
Pod koniec 1991 roku wprowadzono kolejne, trzecie zmiany we wnętrzu oraz w nadwoziu. Te drugie ograniczały się do nowego modelu zderzaków w kolorze nadwozia, zmodyfikowano deskę rozdzielczą, która stała się bardziej okrągła i nowocześniejsza, a także bardziej czytelna. Ponadto, zmieniono boczki drzwiowe, wprowadzono w wersjach Ghia, Cosworth i XR4i szyberdach sterowany elektrycznie. W lutym 1993 roku zakończono produkcję Sierry i wprowadzono na rynek Forda Mondeo. W Wenezueli produkcja trwała do 1994 roku.

### P100
W 1987 roku Ford zdecydował się oprzeć trzecią generację średniej wielkości pickupa typu coupe utility P100 na modelu Sierra. Poza RPA, samochód produkowany był także z przeznaczeniem na rynek europejski w Portugalii.

### Sprzedaż
Po tym, jak w 1985 roku północnoamerykański oddział Forda utworzył nową markę Merkur, na rynek Stanów Zjednoczonych i Kanady wprowadzono do sprzedaży wersję 3-drzwiowy liftback pod nazwą Merkur XR4Ti, pod którą oferowano go tam do 1989 roku. Ford Sierra był oferowany i wytwarzany także na rynku Republiki Południowej Afryki, gdzie wersja sedan oferowana była po trzeciej modernizacji w 1990 roku pod inną nazwą jako Ford Sapphire.

## Warianty

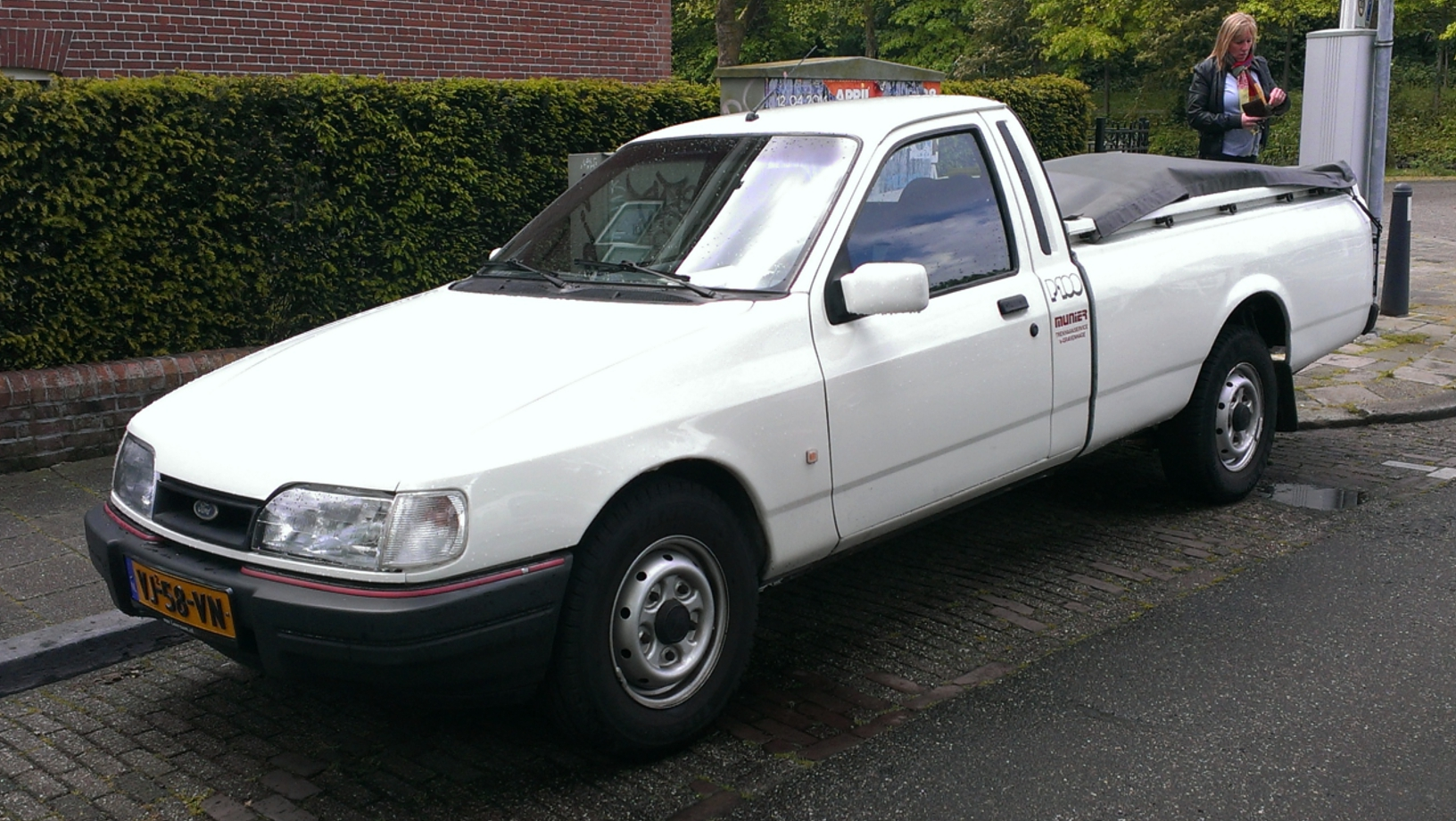
Ford P100

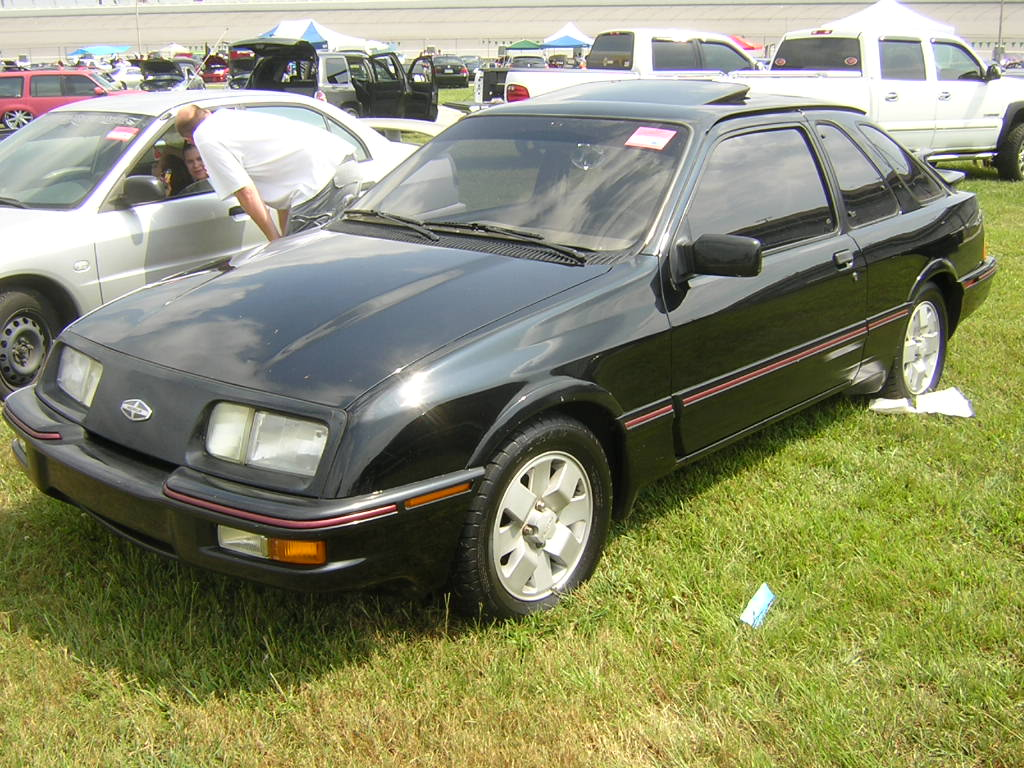
amerykański Merkur XR4Ti

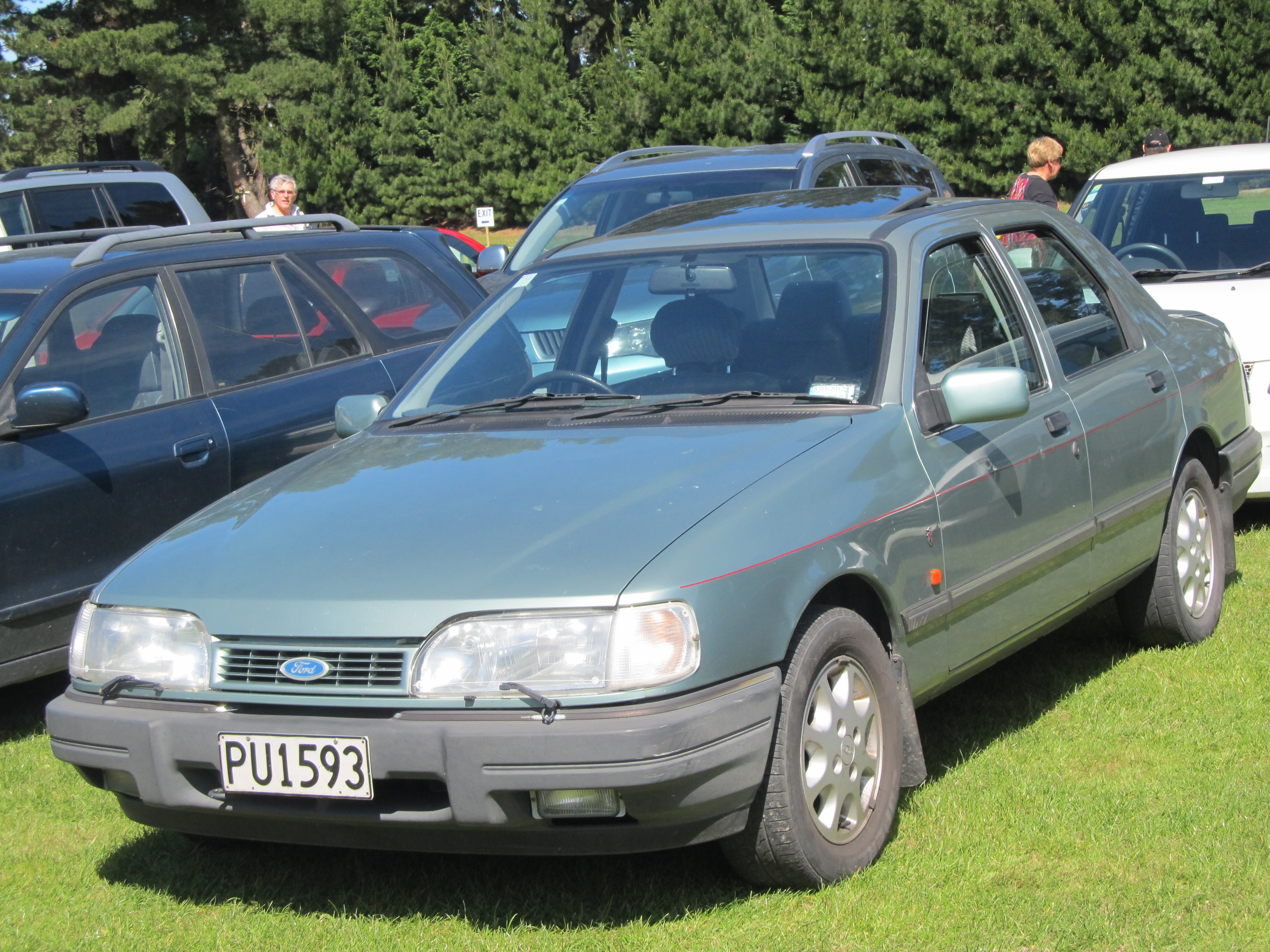
południowoafrykański Ford Sapphire

Model Sierra ma trzy rodzaje nadwozia: sedan, liftback i kombi. W zakresie wyposażenia, wyróżnia się podstawowe modele L, LX, CL i CLX, oraz lepiej wyposażone warianty GL, GHIA, XR4i, XR4x4 oraz Cosworth oraz krótkie serie jak GT, Laser, Trophy, Brillant itp.
Na rynek północnoamerykański produkowana była wersja XR4Ti pod marką Merkur wyposażona w turbo-doładowany silnik LIMA o pojemności 2,3 litra. Poza rynkiem niemieckim można było nabyć także wersję GLS. Obok dwóch silników typu diesel (wolnossący 2.3 do 1989r oraz turbodoładowany 1.8 od 1989r), w modelu Sierra występuje pięć silników benzynowych z gaźnikiem lub wtryskiem paliwa i pod koniec produkcji z katalizatorem. Są to silniki czterocylindrowe OHC Pinto o pojemności 1,6, 1,8 oraz 2,0 litra, a także występujące w modelu MkII CVH o pojemności 1,6 i 1,8 litra z jednopunktowym wtryskiem paliwa.
Od 1989 roku był także dostępny silnik 2.0 DOHC z dwoma zaworami na cylinder, zarówno w wersji gaźnikowej jak i z wielopunktowym wtryskiem paliwa (Ford-Motorcraft EFi). Można było nabyć także jednostki sześciocylindrowe o pojemności 2,0, 2,3, (MKI) 2,8 (MKI oraz MKII do 1989) i 2,9 litra (od 1989). Ten ostatni był montowany po liftingu modelu. Obok seryjnej skrzyni przekładniowej N9 (MKI, MKII) lub MT75 (MKII) samochód może mieć czterostopniową automatyczną skrzynie biegów A4LDe (MKII) lub C3 (MKI). Napęd na wszystkie koła jest w modelach: CLX 4x4, z silnikiem o pojemności 2,0 litrów, XR4x4 z silnikiem 2.8 V6 (XR4x4 MKI od 1985 r., MKII do 1989 r.) 2,9 V6, 2,0 DOHC 8V oraz Cosworth AWD z doładowanym dwulitrowym silnikiem 16V od 1990 r.
Model Mk2 jest wizualnie odmienny w wersjach europejskich od wersji produkowanych na rynek Wielkiej Brytanii. W wersjach europejskich, krótka maska oraz kratka pomiędzy reflektorami pojawiły się we wszystkich wersjach dopiero przy okazji liftingu w 1990 roku. W Wielkiej Brytanii wygląd przodu samochodu zależał od typu nadwozia. Wersje sedan (zwane Sapphire) miały krótką maskę  i grill już w 1987 roku, natomiast wersje pięciodrzwiowe zachowały długą maskę bez wlotu powietrza aż do końca produkcji. Reguła ta nie dotyczyła Sierry Cosworth.

### Oznaczenia kodowe silników
1.3 - J (np. JTC)

1.6 - L (np. LSE, LSF, L6B)

1.8 - R (np. RED, R2A, RFA)

2.0 - N (np. N4B, N5B, N9A, N9C, N9E)

2.3 - Y (np. YYT, YTR)

2.8 - P (np. PR5, PR6, PRT)

2.9 - B (np. B4A, B4B, B4C)

## Dane techniczne
| Wersja                | Silnik:                          | Układ zasilania:   | Średnica × skok tłoka: | St. sprężania:     | Moc maksymalna:                    | Maks. moment obrotowy      | 0–100 km/h:        | V-max:             |
| Silniki benzynowe:    | Silniki benzynowe:               | Silniki benzynowe: | Silniki benzynowe:     | Silniki benzynowe: | Silniki benzynowe:                 | Silniki benzynowe:         | Silniki benzynowe: | Silniki benzynowe: |
| --------------------- | -------------------------------- | ------------------ | ---------------------- | ------------------ | ---------------------------------- | -------------------------- | ------------------ | ------------------ |
| 1.3                   | R4 1,3 l (1294 cm³), SOHC        | gaźnik             | 79,00 mm × 66,00 mm    | 9,0:1              | 61 KM (45 kW) przy 5700 obr./min   | 98 N•m przy 3100 obr./min  | 16,7 s             | 152 km/h           |
| 1.6                   | R4 1,6 l (1593 cm³), SOHC        | gaźnik             | 87,65 mm × 66,00 mm    | 9,5:1              | 76 KM (56 kW) przy 4900 obr./min   | 123 N•m przy 2900 obr./min | 13,3 s             | 166 km/h           |
| 1.6                   | R4 1,6 l (1598 cm³), OHV         | gaźnik             | 80,98 mm × 77,62 mm    | 9,0:1              | 79 KM (58 kW) przy 5500 obr./min   | 120 N•m przy 2800 obr./min | b/d                | 172 km/h           |
| 1.6 GL                | R4 1,6 l (1598 cm³), OHV         | gaźnik             | 80,98 mm × 77,62 mm    | 9,2:1              | 80 KM (59 kW) przy 5500 obr./min   | 120 N•m przy 2800 obr./min | b/d                | 180 km/h           |
| 1.8                   | R4 1,8 l (1796 cm³), SOHC        | gaźnik             | 86,20 mm × 76,95 mm    | 9,5:1              | 90 KM (66 kW) przy 5400 obr./min   | 140 N•m przy 3500 obr./min | 11,8 s             | 178 km/h           |
| 2.0                   | R4 2,0 l (1993 cm³), SOHC        | gaźnik             | 90,80 mm × 76,95 mm    | 9,0:1              | 105 KM (77 kW) przy 5200 obr./min  | 157 N•m przy 4000 obr./min | 10.4 s             | 185 km/h           |
| 2.0                   | R4 2,0 l (1998 cm³), DOHC        | gaźnik             | 90,80 mm × 76,95 mm    | 10,3:1             | 111 KM (81 kW) przy 5600 obr./min  | 174 N•m przy 2000 obr./min | 9,7 s              | 187 km/h           |
| 2.0i                  | R4 2,0 l (1998 cm³), DOHC        | wtrysk             | 86,00 mm × 86,00 mm    | 10,3:1             | 125 KM (92 kW) przy 5600 obr./min  | 174 N•m przy 2500 obr./min | 9,1 s              | 197 km/h           |
| 2.0i TC               | R4 2,0 l (1998 cm³), DOHC        | wtrysk             | 86,00 mm × 86,00 mm    | 10,3:1             | 120 KM (88 kW) przy 5500 obr./min  | 171 N•m przy 2500 obr./min | 10,7 s             | 190 km/h           |
| 2.0iS                 | R4 2,0 l (1993 cm³), SOHC        | wtrysk Bo L-Jet    | 90,80 mm × 76,95 mm    | 9,2:1              | 115 KM (85 kW) przy 5500 obr./min  | 160 N•m przy 4000 obr./min | 9,5 s              | 190 km/h           |
| 2.0 RS Cosworth       | R4 2,0 l (1993 cm³), DOHC, turbo | wtrysk             | 90,80 mm × 76,95 mm    | 8,0:1              | 204 KM (150 kW) przy 6000 obr./min | 277 N•m przy 4500 obr./min | 6,8 s              | 230 km/h           |
| 2.0 Cosworth RS500    | R4 2,0 l (1993 cm³), DOHC, turbo | wtrysk Bo L-Jet    | 90,80 mm × 76,95 mm    | 8,0:1              | 220 KM (162 kW) przy 6000 obr./min | 277 N•m przy 4500 obr./min | 6,1 s              | 248 km/h           |
| 2.3 GL                | V6 2,3 l (2294 cm³), OHV         | gaźnik             | 90,00 mm × 60,10 mm    | 9,0:1              | 116 KM (85 kW) przy 5300 obr./min  | 176 N•m przy 3000 obr./min | b/d                | 190 km/h           |
| 2.3 XR4               | R4 2,3 l (2299 cm³), SOHC        | gaźnik             | 96,00 mm × 79,40 mm    | 9,0:1              | 120 KM (88 kW) przy 5600 obr./min  | 177 N•m przy 3500 obr./min | b/d                | 190 km/h           |
| 2.8 XR4i              | V6 2,8 l (2792 cm³), OHV         | wtrysk Bo L-Jet    | 93,00 mm × 68,50 mm    | 9,2:1              | 162 KM (119 kW) przy 5700 obr./min | 216 N•m przy 4300 obr./min | 7,8 s              | 209 km/h           |
| 2.9 XR4X4             | V6 2,9 l (2933 cm³), OHV         | wtrysk EFI         | 93,00 mm × 71,97 mm    | 9,5:1              | 152 KM (112 kW) przy 5700 obr./min | 233 N•m przy 3000 obr./min | 8,6 s              | 208 km/h           |
| 3.0 GLX               | V6 3,0 l (2994 cm³), OHV         | gaźnik             | 93.67 mm × 72.42 mm    | 9,0:1              | 140 KM (103 kW) przy 5000 obr./min | 237 N•m przy 3000 obr./min | b/d                | b/d                |
| 3.0 XR-6              | V6 3,0 l (2994 cm³), OHV         | gaźnik             | 93.67 mm × 72.42 mm    | 10,1:1             | 156 KM (115 kW) przy 5500 obr./min | 237 N•m przy 3000 obr./min | b/d                | b/d                |
| 3.0i                  | V6 3,0 l (2994 cm³), OHV         | wtrysk             | 93.67 mm × 72.42 mm    | 9,5:1              | 159 KM (117 kW) przy 5500 obr./min | 260 N•m przy 3500 obr./min | 10,2 s             | 200 km/h           |
| 4.9 XR-8              | V8 4,9 l (4942 cm³), OHV         | gaźnik             | 101,60 mm × 76,20 mm   | 8,3:1              | 219 KM (161 kW) przy 4750 obr./min | 374 N•m przy 3250 obr./min | 7,0 s              | 231 km/h           |
| Silniki wysokoprężne: |                                  |                    |                        |                    |                                    |                            |                    |                    |
| 1.8 TD                | R4 1,8 l (1753 cm³), SOHC, turbo | wtrysk             | 82,50 mm × 82,00 mm    | 21,5:1             | 75 KM (55 kW) przy 4500 obr./min   | 152 N•m przy 2200 obr./min | 17,2 s             | 165 km/h           |
| 2.3 GL D              | R4 2,3 l (2304 cm³), OHV         | wtrysk             | 94,00 mm × 83,00 mm    | 22,2:1             | 68 KM (50 kW) przy 4200 obr./min   | 139 N•m przy 2000 obr./min | 19.1               | 155 km/h           |